# Tomopleura dilecta
Tomopleura dilecta é uma espécie de gastrópode do gênero Tomopleura, pertencente a família Borsoniidae.